# Aéroports du Mali
Aéroports du Mali (ADM) ist eine Flughafenbetreibergesellschaft der Republik Mali. ADM wurde 1970 als staatliches Unternehmen gegründet. Der Hauptsitz befindet sich in der Hauptstadt Bamako.
Die übergeordnete Behörde ist das Luftverkehrsamt Agence Nationale de l'Aviation Civile (kurz:ANAC), die für die gesamte zivile Luftfahrt in Mali zuständig ist und ebenfalls durch das Ministerium Ministère de l'Equipement et des Transports kontrolliert wird. 
ADM ist als Komplettbetreiber für den operativen Flugplatzbetrieb, die Bodenabfertigungsdienste, die Sicherheitsdienstleistungen und die kommerziellen Aktivitäten wie Verwaltung der Immobilien, Shops und Haustechnik zuständig. 
ADM betreibt landesweit sechs internationale Flughäfen und drei nationale Flughäfen.
Internationale Flughäfen
- Aéroport international de Bamako-Sénou
- Aéroport international de Kayes Dag Dag
- Aéroport international de Mopti Ambodédjo
- Aéroport international de Sikasso Dignagan
- Aéroport international de Tombouctou
- Aéroport international de Gao Korogoussou

Nationale Flughäfen
- Aéroport de Nioro
- Aéroport de Yélimané
- Aéroport de Goundam

Die Mitarbeiteranzahl wird in unterschiedlichen Presseberichten mit rund 1600 Beschäftigten angegeben.